# Urgell (métro de Barcelone)
Urgell est une station de la ligne 1 du métro de Barcelone. Elle est située dans le district de Eixample sur le territoire de la ville de Barcelone en Catalogne.
Elle est mise en service en 1926.

## Situation sur le réseau

Plan du métro de Barcelone (2019).

Établie en souterrain, la station Urgell est située sur la ligne 1 du métro de Barcelone, entre la station Rocafort en direction de la station terminus Hospital de Bellvitge, et la station Universitat, en direction de la station terminus Fondo,.

## Histoire
La station Urgell est mise en service le 10 juin 1926 sur la ligne L1 du métro de Barcelone. Elle doit son nom peut-être en rappel d'un ancien manoir.